# هندريك فان هيورات
هندريك فان هيورات (1633 - 1660) عالم رياضيات هولندي. واحد مؤسسي التكامل ، ومؤلف كتاب حول تحويل المنحنيات إلى خطوط مستقيمة (1659).  من عام 1653 درس في جامعة ليدن حيث تعاون مع فرانس فان شوتين ويوهانس هود وكريستيان هوغنس. في عام 1658 رحل مع يوهانس هود إلى سومور في فرنسا. عاد إلى ليدن في 1659 كطبيب.